# Saintpaulia
Saintpaulia is een plantengeslacht uit de familie Gesneriaceae. Het geslacht kent zes soorten, waarvan het Kaaps viooltje de bekendste is. Alle soorten komen van oorsprong uit Tanzania en het zuidoosten van Kenia, waaronder het Ngurugebergte.
Het geslacht is nauw verwant aan Streptocarpus. Saintpaulia-soorten worden toegepast als kamerplant.

## Taxonomie

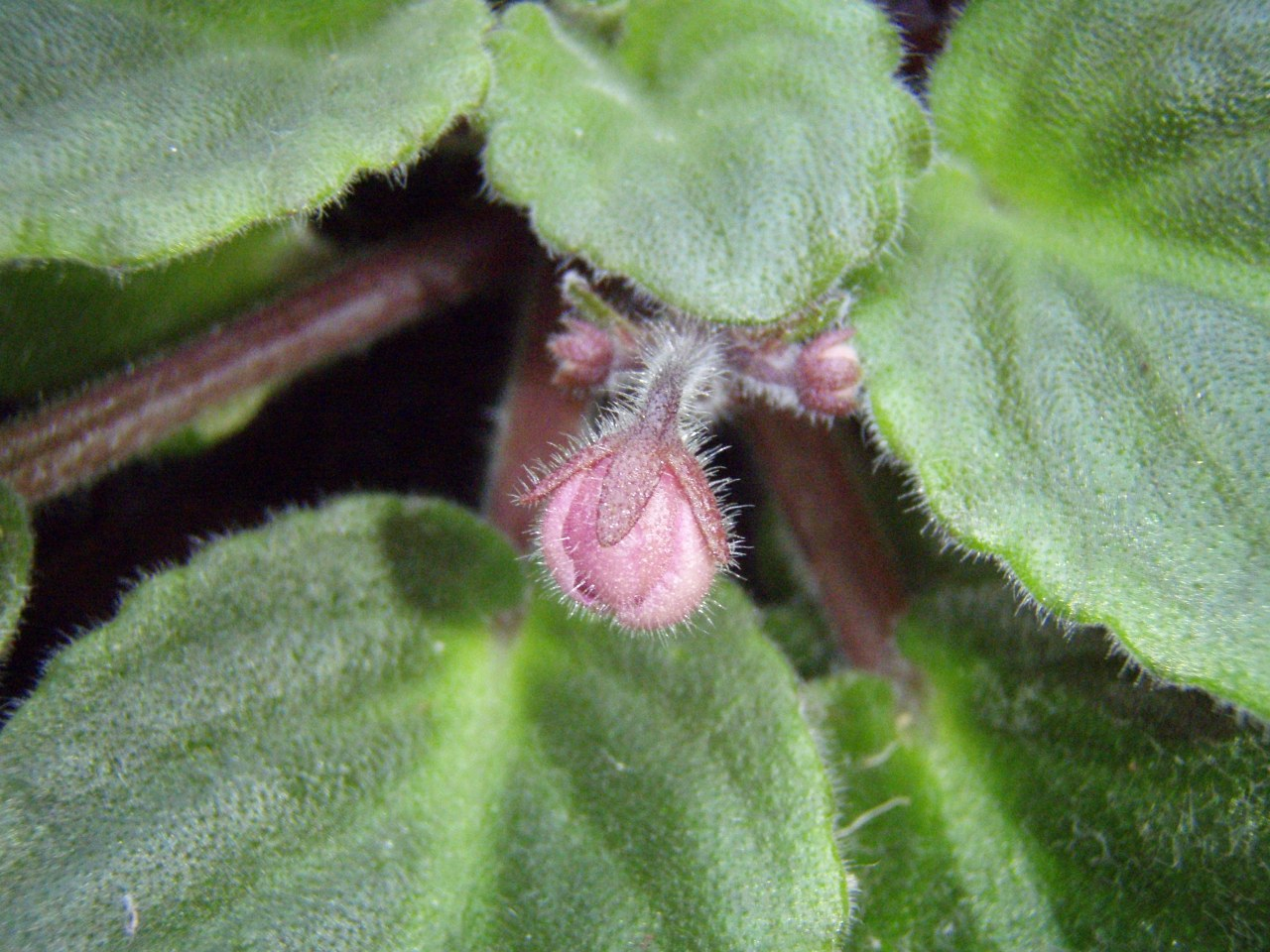
Knop van een bloem van Saintpaulia

Het geslacht is vernoemd naar Baron Walter von Saint Paul-Illaire (1860-1940), de commissaris van de regio Tanga die de plant voor het eerst ontdekte in 1892. Hij stuurde enkele zaadjes van de plant naar zijn vader, een amateurbioloog uit Duitsland. In 1894 en 1897, hadden twee Britten, Sir John Kirk en Reverend W.E. Taylor, zaadjes van de plant gegeven aan de Kew Gardens. Deze zaadjes waren echter onvoldoende om een wetenschappelijke omschrijving te geven. Dit gebeurde pas in 1983 door J.C. Wendland.
Saintpaulia-soorten worden ongeveer 6 tot 15 centimeter lang en 6 tot 30 centimeter breed. De bladeren zijn gerond tot ovaal, licht behaard en met een vlezige structuur. De bloemen hebben een diameter van 2 tot 3 centimeter, en groeien in clusters van drie tot tien bloemen. De kleuren van de bloemen variëren van paars en violet naar bleek blauw en wit.
Verschillende van de soorten en ondersoorten zijn bedreigd, met name doordat steeds meer bos in Afrika wordt gekapt voor landbouw.

## Soorten
Aanvankelijk kwam B.L. Burtt met een studie die aantoonde dat er twintig Saintpaulia-soorten zouden zijn. Deze bleken bij nader onderzoek echter slecht van elkaar te onderscheiden. Inmiddels worden er zes soorten erkend met de overige soorten die Burtt had omschreven als ondersoorten van deze zes. De zes soorten zijn:
- Saintpaulia goetzeana
- Saintpaulia ionantha (Kaaps viooltje)
- Saintpaulia pusilla
- Saintpaulia shumensis
- Saintpaulia teitensis

De 20 soorten die Burtt had omschreven hebben inmiddels andere namen gekregen. Een overzicht:
Oude naam vs. Huidige naam
- Saintpaulia amaniensis = S. ionantha ssp. grotei
- Saintpaulia brevipilosa = S. ionantha ssp. velutina
- Saintpaulia confusa = S. ionantha ssp. grotei
- Saintpaulia difficilis = S. ionantha ssp. grotei
- Saintpaulia diplotricha = S. ionantha ssp. ionantha var. diplotricha
- Saintpaulia grandifolia = S. ionantha ssp. grandifolia
- Saintpaulia grotei = S. ionantha ssp. grotei
- Saintpaulia intermedia = S. ionantha ssp. pendula
- Saintpaulia magungensis = S. ionantha ssp. grotei
- Saintpaulia magungensis var. minima = S. ionantha ssp. grotei
- Saintpaulia magungensis var. occidentalis = S. ionantha ssp. occidentalis
- Saintpaulia nitida = S. ionantha ssp. nitida
- Saintpaulia orbicularis = S. ionantha ssp. orbicularis
- Saintpaulia pendula = S. ionantha ssp. pendula
- Saintpaulia pendula var. kizarae = S. ionantha ssp. pendula
- Saintpaulia rupicola = S. ionantha ssp. rupicola
- Saintpaulia tongwensis = S. ionantha ssp. ionantha var. ionantha
- Saintpaulia velutina = S. ionantha ssp. velutina